# Microgramma vacciniifolia
Microgramma vacciniifolia là một loài thực vật có mạch trong họ Polypodiaceae. Loài này được (Langsd. & Fisch.) Copel. miêu tả khoa học đầu tiên năm 1947.